# Colleen McCulloughová
Colleen McCulloughová (1. června 1937 Wellington (Nový Jižní Wales), Austrálie – 29. ledna 2015 Norfolk) byla australská spisovatelka.

## Život
Její rodiče byli James a Laura McCulloughovi. Matka pocházela z Nového Zélandu a měla maorské kořeny. McCulloughová se stala neuroložkou a pracovala v různých nemocnicích v Austrálii a Anglii. Později se dala na vědeckou dráhu a vyučovala v USA, kde žila v letech 1963–1976. Působila jako docentka na lékařské fakultě Yaleovy univerzity. Od konce 70. let žila na ostrově Norfolk. Zde poznala svého manžela Rica Robinsona.
V roce 2006 byl McCulloughové udělen titul důstojník Řádu Austrálie. Stalo se tak za její zásluhy o umění, podporu národních a mezinárodních vzdělávacích programů jakož i vědeckých a dobročinných organizací. V roce 1993 ji Macquarie University v Sydney poctila titulem doktor humanitních věd.
McCulloughová byla členka Newyorské akademie věd, Americké asociace pro rozvoj vědy a přesvědčená monarchistka. Zemřela na selhání ledvin.

## Dílo (výběr)
- Tim (Tim, 1974)
- The Thorn Birds (Ptáci v trní, 1977)
- An Indecent Obsession (Pokušení, 1981)
- A Creed for the Third Millennium (Krédo pro třetí tisíciletí, 1985)
- The Ladies of Missalonghi (Dámy z Missalonghi, 1987)
- The Song of Troy (Píseň o Tróji, 1998)
- Morgan's Run (Morganův úděl, 2000)
- The Touch (Ve stínu zlaté hory, 2003)
- Angel Puss (Andílek, 2005)
- The Independence of Miss Mary Bennet (Bouřlivé vody, 2008)

Všechny romány byly přeloženy do češtiny nebo slovenštiny.

### SérieCarmine Delmonico
- On, Off, (Bez důkazů, 2006)
- Too many murders (Vražedná hra, 2009)
- Naked Cruelty (Nahá krutost, 2010)
- The Prodigal Son (2012)
- Sins of the Flesh (2013)

Romány s českými názvy byly přeloženy do češtiny.

### SériePáni Říma(Masters of Rome)
- The First Man in Rome (První muž Říma, 1990)
- The Grass Crown (Koruna z trávy, 1991)
- Fortune's Favorites (Přízeň Fortuny, 1993)
- Caesar's Women (Caesarovy Římanky, 1996)
- Caesar (Caesar, leťte kostky!, 1997)
- The October Horse (Říjnový kůň, 2002)
- Antony and Cleopatra (Antonius a Kleopatra, 2007)

## Zajímavosti
Colleen McCulloughová se v některých románech volně inspirovala osudy své vlastní rodiny.